# Inanidrilus mojicae
Inanidrilus mojicae är en ringmaskart som beskrevs av Erséus 2003. Inanidrilus mojicae ingår i släktet Inanidrilus och familjen glattmaskar. Inga underarter finns listade i Catalogue of Life.